# Alvaro Amici
Alvaro Amici (Roma, 21 febbraio 1936 – Roma, 25 febbraio 2003) è stato un cantautore e attore italiano, interprete di stornelli ed esponente della tradizione della canzone romana.

## Biografia

### Carriera musicale
Di famiglia modesta, Alvaro Amici trascorre l'infanzia negli anni segnati dalla seconda guerra mondiale, nel popolare quartiere della Garbatella. Durante l'occupazione tedesca, la sua famiglia nasconde alcuni ebrei, ai quali la sorella Wanda è incaricata di portare il cibo. Inizia a lavorare già ai tempi delle scuole elementari, impiegandosi come orefice, tornitore in un'officina meccanica e, infine, pittore edile. La sua passione, però, è il canto.
Durante il servizio militare si esibisce in qualche festa per i suoi superiori. Poi la sua voce inizia a farsi notare nei ristoranti di Roma e nelle strade dove si esibisce in serenate; il repertorio di quel periodo comprende le canzoni che sono sulla bocca di tutti i ragazzi della sua età, Claudio Villa, Tony Dallara, e altri. Partecipa a numerosi concorsi per dilettanti, senza esito.
Inaspettatamente, nel 1961, gli si porge un'opportunità: viene invitato per un provino da una casa discografica di Napoli, la Vis Radio, e di lì a poco esce il suo primo disco a 45 giri, dal titolo Stornelli romani. Seguono dodici facciate di Stornelli maliziosi, su testi dell'ex pugile Alvaro Nuvoloni, con i quali raggiunge il successo. Anni dopo, gli Stornelli maliziosi di Alvaro Amici saranno riuniti in un album a 33 giri. Con la Vis Radio rimane fino al 1967, incidendo altri stornelli e altre canzoni romane classiche, ottenendo un successo sempre crescente.

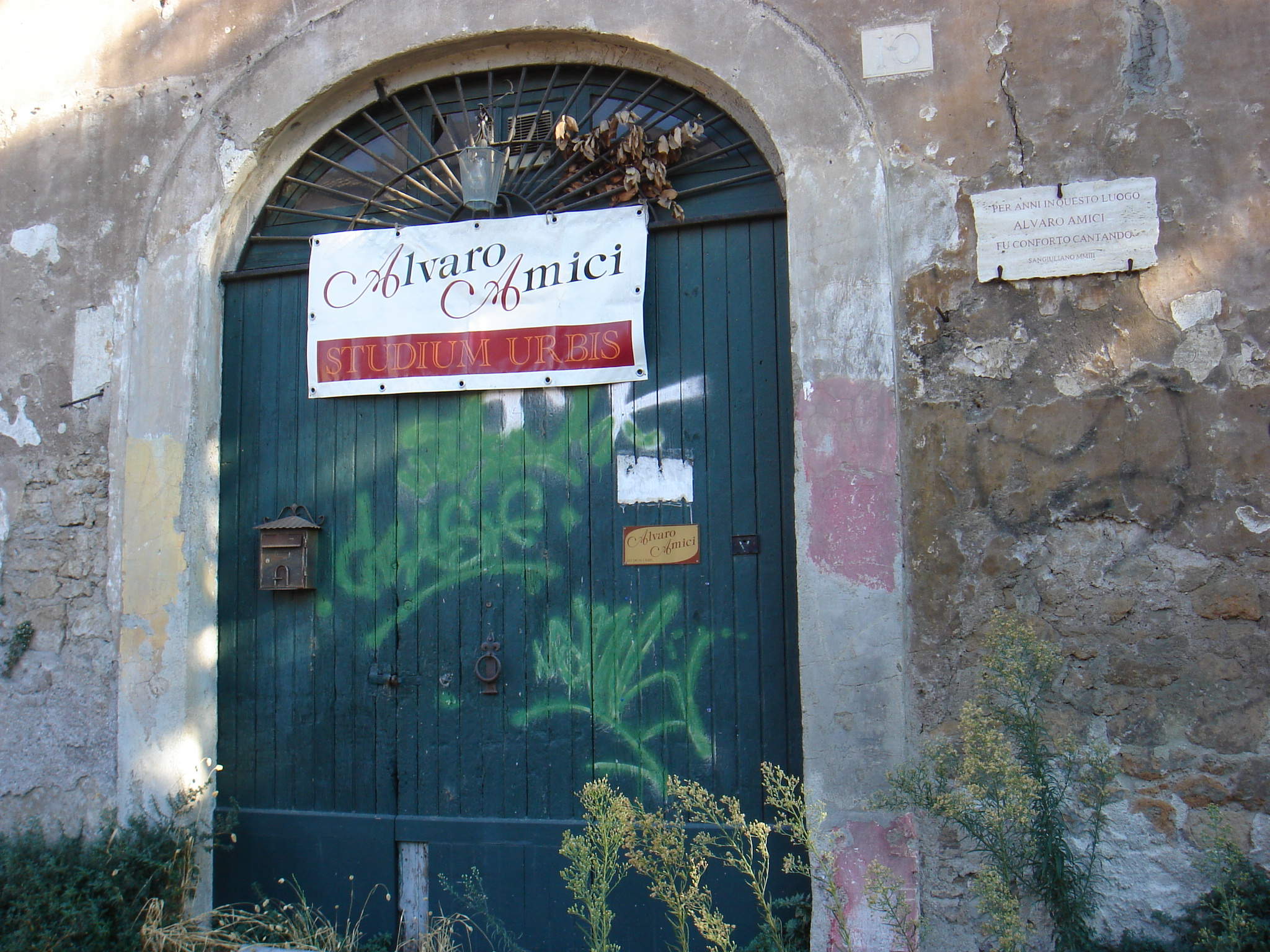
Roma, via del Velabro 10, il locale dove cantava Alvaro Amici

Nel 1967 realizza un 33 giri per la Discofolk, Roma Roma. Nel 1972 lavora per la casa discografica Saar ed esegue solo classici. Vi rimane fino al 1975, anno in cui incide i 12 successi all'italiana di Claudio Villa, con il maestro Mario Battaini. Dal 1977 al 1979 firma un contratto con la Fonit Cetra, per la quale incide due LP, Roma de mi madre e Roma canta, con l'orchestra del maestro Elvio Monti.
Nel 1980 arriva la sua prima autoproduzione, un LP dal titolo Serenata de papà, dedicata alla figlia. Tra serenate e feste di piazza, si ritrova colmo di impegni. A San Basilio, quartiere di Roma, si esibisce davanti ad un pubblico di 35.000 persone venute a sentirlo cantare. Nel 1983 incide un 45 giri dedicato alla Roma dello scudetto. Nel 1986 apre un locale al Circo Massimo, in via del Velabro 10, nel quale Alvaro ama esibirsi con i parenti e i loro amici più intimi tra i quali il chitarrista Henry Rivas, cantando rigorosamente dal vivo. Nel 1987 esce Ricordi de 'na vita.
Tra il 1989 e il 1990 inizia la collaborazione con l'autore Lanfranco Giansanti, che darà vita all'LP Sospiri de Roma. La sua ultima incisione è del 2000, dal titolo Pupetta mia.

### Carriera cinematografica e teatrale
Nel 1972 comincia a lavorare al cinema, con ruoli minori, in qualche film: Roma di Federico Fellini e Fratello sole, sorella luna di Franco Zeffirelli (entrambi del 1972); nel 1976 in Ragazzo di borgata di Giulio Paradisi, nel 1981 ne Il minestrone, con Sergio Citti, Roberto Benigni e Ninetto Davoli. Nel film con Enrico Montesano Il conte Tacchia (1982) recita e canta nella parte del Sor Capanna, stornellatore romano realmente esistito tra la fine del XIX secolo e l'inizio del XX.
Questo periodo è segnato anche da un grande successo in campo teatrale: tra il 1980 e il 1982 si esibisce al Teatro Salone Margherita di Napoli, parte per il Canada per una tournée e, a Roma, porta in teatro La passatella e Favola romana, due rappresentazioni drammatiche in puro stile "romanesco".

## Discografia

### 45 giri
- 1961, Stornelli romani, pp. 1ª-2ª , Vis Radio,  Vi MQM. 36780
- 1961, Stornelli a dispetto, pp. 1ª-2ª (Nuvoloni), Vis Radio,  Vi MQM. 36781
- 1961, Stornelli maliziosi, pp. 1ª-2ª (Nuvoloni), Vis Radio,  Vi MQM. 36782
- 1962, Stornelli maliziosi, pp. 3ª-4ª (Nuvoloni), Vis Radio,  Vi MQM. 36807
- 1962, Ciumachella de Trastevere (Garinei-Giovannini)/Roma nun fa la stupida stasera (Garinei-Giovannini-Trovajoli), Vis Radio,  Vi MQM. 36808
- 1963, Barcarolo romano (Pizzicaria-Balzani)/Pantheon (Nuvoloni-Zoffoli), Vis Radio,  Vi MQM. 36817
- 1963, Fiori trasteverini (anonimo)/Er vecchio vitturino(Alvaro Amici), Vis Radio,  Vi MQM. 36817
- 1963, Stornelli maliziosi, pp. 5ª-6ª (Nuvoloni), Vis Radio,  Vi MQM. 36828
- 1963, Nonna trasteverina, Vis Radio,  Vi MQM. 36829
- 1963, Nina se voi dormite (Leonardi-Marino)/Serenata de ‘na vorta , Vis Radio,  Vi MQM. 36830
- 1963, Popolana/ Fiume, Vis Radio,  Vi MQM. 36831
- 1963, Stornelli maliziosi, pp. 7ª-8ª (Nuvoloni-B.Ribechi), Vis Radio,  Vi MQM. 36841
- 1963, Stornelli maliziosi, pp. 9ª-10ª (Nuvoloni-B.Ribechi), Vis Radio,  Vi MQM. 36842
- 1963, Stornelli maliziosi, pp. 11ª-12ª (Nuvoloni-B.Ribechi), Vis Radio,  Vi MQM. 36843
- 1963, Stornelli a cacio e pepe, pp. 1ª-2ª , Vis Radio,  Vi MQM. 36844
- 1963, Stornelli a cacio e pepe, pp. 3ª-4ª , Vis Radio,  Vi MQM. 36845
- 1963, Non lo scordar cherie/Elettroserenata, Vis Radio,  Vi MQM. 36848
- 1964, Stornelli romani ar peperoncino, pp. 1ª-2ª, Vis Radio,  Vi MQM. 36871
- 1964, Stornelli romani ar peperoncino, pp. 3ª-4ª (U.Borzelli), Vis Radio,  Vi MQM. 36872
- 1964, La ciociara /Osteria n. 1, Vis Radio,  Vi MQM. 36873
- 1964, Madonna dell’Urione /Chitarra sola, Vis Radio,  Vi MQM. 36877
- 1964, Affaccete Nunziata (N.Ilari-A.Guida)/Acqua chiara, Vis Radio,  Vi MQM. 36878
- 1964, Portoncino de Trastevere/Nina viè giù , Vis Radio,  Vi MQM. 36879
- 1964, Stornelli a cacio e pepe, pp. 5ª-6ª , Vis Radio,  Vi MQM. 36880
- 1964, La motocicletta, pp. 1ª-2ª , Vis Radio,  Vi MQM. 36888
- 1964, Fiumarolo/Ar Colosseo, Vis Radio,  Vi MQM. 36891
- 1964, Stornelli romani ar peperoncino, pp. 5ª-6ª, Vis Radio,  Vi MQM. 36892
- 1964, Vecchia Roma (Del Pelo-De Torres-Simeoni)/Vorrebbe, Vis Radio,  Vi MQM. 36894
- 1967, Stornelli in bikini, Pig,  IP 3267
- 1967, Più semo e mejo stamo (A.Amici)/So’ stato carcerato, Pig,  IP 3268
- 1967, Lassateme cantà (Sarra-Borzelli-Terzi)/ Pupo biondo (M.Fagiolo-F.Lay), Pig,  PI 7272
- 1968, Stornelli a ripicca, pp. 1ª-2ª, Geas  AA1
- 1968, Stornelli a ripicca (G.Satulli), pp. 3ª-4ª, Geas  AA2
- 1968, Svejete amore (A.Amici) /Sonate amici (G.Panei-A.Amici), Geas  AA3
- 1968, Barcarolo romano (Pizzicaria-Balzani) / 16 agosto, Geas  AA4
- 1983, La Roma der 1983 (D’Antoni/Nuvolucci)/ La squadra del mio cuore (D’Antoni), Casteldante,  4501

### 33 giri
- 1972, Una gita a li castelli, Joker, SM 3292
- 1972, Roma non fa la stupida stasera, Joker, SM 3293
- 1972, Stornelli a la romana, Joker, SM 3294
- 1973, Keith Beckingham: Women in Love, Joker, SM 3314
- 1973, Er Core de Roma, Joker, SM 3315
- 1973, Carrozzella Romana, Joker, SM 3316
- 1973, Lassatece passà... semo romani!, Joker, SM 3329
- 1973, Ciao Roma! Antologia di canzoni e stornelli, Joker, C38/3
- 1975, Le più belle canzoni di Roma, Up, LPUP 5019
- 1976, Tanto pé cantà, Up, LPUP 5079
- 1977, Roma canta, Cetra, LPP 356
- 1979, Roma, de mi madre, Cetra, LPP 394
- 1980, Serenata de papà, G.A.S. Record, G.A.S. 001
- 1990, Sospiri de Roma, Joker, SM 4260
- 1993, Stornellata romana, Joker, Bella 11006

### CD
- 1997, Canzoni e stornelli di Roma, Duck Record,  MOCD 6153
- 1998, Stornelli romaneschi, Fonotil, CD. FNT. 7118 (con Claudio Villa, Vittorio Alescio, Giorgio Onorato e Armandino)
- 2004, Stornellata romana, Joker,  CD 11086
- 2004, Roma, nun fà la stupida stasera, Joker,  CD 11087
- 2004, Arrivederci Roma, Joker,  CD 11088
- 2006, Il meglio di Alvaro, SAAR,  CD 7531

## Riconoscimenti
- 2003 – premio Fantasia della Garbatella[4]
- Il 9 settembre 2007, presso la "fontana della Carlotta", nel quartiere Garbatella, è stata apposta una targa in marmo in ricordo del "menestrello della Garbatella".[3]
- 2008 – oscar "Garbatella DOC"[3]
- Nel 2018, Roma Capitale ha dedicato ad Alvaro Amici una via all'interno del "parco Caduti del mare"[5]